# ظلومة (بروم ميفع)

تعديل مصدري - تعديل

ظلومة هي إحدى قرى عزلة بروم بمديرية بروم ميفع التابعة لمحافظة حضرموت، بلغ تعداد سكانها 646 نسمة حسب تعداد اليمن لعام 2004.